# Ашинский металлургический завод
Ашинский металлургический завод (ПАО «Ашинский метзавод») — российская чёрно-металлургическая компания из города Аша Челябинской области. Градообразующее предприятие.

## История
Металлургический завод построен в 1898 году с процессом на основе доменного производства. Позднее, в начале XX века, вслед за доменными печами, были построены мартеновские, которые обеспечивали слитками прокатные станы сначала миньярского, а впоследствии и златоустовского заводов. Собственное прокатное производство появилось в Аше лишь во второй половине XX века.
В 1952, 1974 и 1986 годах введены в эксплуатацию три листопрокатных цеха. В 1986 году доменное производство было выведено из эксплуатации, закрыта одна из четырёх мартеновских печей, в том же году заработал цех нержавеющей посуды, на базе которого освоено производство кастрюль различной ёмкости, жаровен и сковород с теплораспределительным дном из алюминия, а с 1993 года — выпуск термосов из нержавеющей стали.
В 1992 году предприятие было акционировано.
В 2005 году запущен в эксплуатацию агрегат «ковш-печь». В 2007 году запущена в эксплуатацию машина непрерывного литья заготовок. В 2010 году запущена в эксплуатацию дуговая сталеплавильная печь.

## Собственники
Около 80 % акций принадлежит нескольким кипрским оффшорам. Основными бенефициарами считаются топ-менеджеры компании.

## Деятельность
Завод представляет собой металлургический комплекс с полным производственным циклом, начиная с подготовки железорудного сырья и заканчивая глубокой переработкой черных металлов.
Завод производит различные сорта стали (в том числе углеродистую, нержавеющую, коррозийностойкую жаропрочную, рифлёную, для легирования), сплавы на никелевой основе, электротехнические ленты, магнитопроводы, холоднопрокатную ленту, аморфные сплавы; товары народного потребления из нержавеющей стали для отдыха и туризма, садово-огородный инвентарь.

## Известные сотрудники
- Горбунов, Анатолий Прокопьевич (1924 - 2007) — Герой Социалистического Труда.
- Попов, Юрий Михайлович (1928—2002) — Герой Социалистического Труда.